# Roberto Mistretta

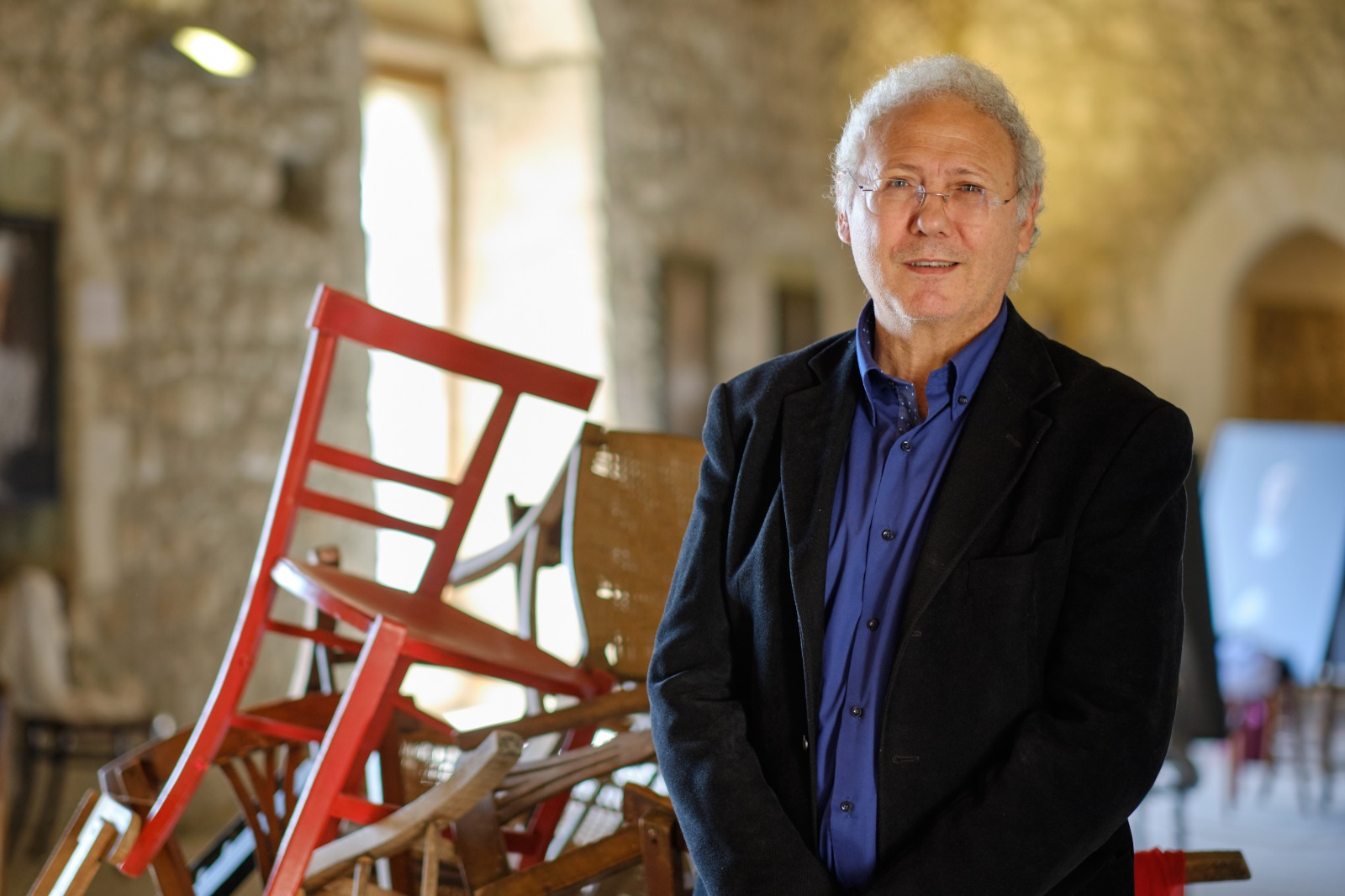
Roberto Mistretta fotografato da Tonino Catania nella Sala dei baroni del castello di Mussomeli

Roberto Mistretta (Mussomeli, 1963) è uno scrittore italiano.

## Biografia
Roberto Mistretta, Mussomeli, (Cl), laureato in Scienze della comunicazione, scrive per il quotidiano La Sicilia e riviste culturali.
Nel 2019 si aggiudica il Premio Tedeschi Giallo Mondadori, nel quarantennale della sua istituzione. Primo siciliano a conquistare tale riconoscimento che gli viene attribuito nel corso del MystFest, Gran Giallo Città di Cattolica.
Ha dato alle stampe anche volumi di impegno sociale come:
1) Rosario Livatino/L'uomo, il giudice, il credente, che proporre le agende inedite del giudice ragazzino assassinato il 21 settembre 1990.;
2) I miei giorni a Brancaccio con padre Puglisi, racconta la storia di Giuseppe Carini, giovane di Brancaccio, che cambiò vita dopo avere conosciuto e collaborato per anni con padre Puglisi, da loro affettuosamente chiamato 3P. Prefazione del giudice Giovanbattista Tona, allievo di Padre Puglisi.
3) Don Fortunato Di Noto/La mia battaglia in difesa dei bambini.
4) Giudici di frontiera/Interviste in terra di mafia, che si avvale della prefazione dello scrittore magistrato Giancarlo De Cataldo
La serie del maresciallo Bonanno, pubblicata in Italia dalla Fratelli Frilli Editori, è anche tradotta nei Paesi di lingua tedesca: Austria, Germania e Svizzera.
Dopo essere stato ospite a Bonn e Colonia dell’Istituto di Cultura Italiano all’estero insieme allo scrittore Santo Piazzese, nell’ambito di un progetto culturale tra i due Paesi europei, viene contattato dal regista Felix Partenzi che gli propone di scrivere un radiodramma. Vede così la luce così Onke Binnu, Zio Binno, radiodramma diretto da Felix Partenzi e interpretato da attori tedeschi. Il radiodramma, mandato in onda dalla WDR di Colonia, ricostruisce la cattura del capo mafia Bernardo Provenzano, storia che si intreccia con l’oscura morte del giovane urologo Attilio Manca, al cui presunto suicidio i familiari non hanno mai creduto e si sono sempre legalmente opposti.
OPERE

### Romanzi con protagonista il maresciallo Saverio Bonanno
- 2017 Il maresciallo Bonanno/ Un'indagine siciliana, Frilli Editori;[8]
- 2018 Il canto dell'upupa/Una nuova indagine per il maresciallo Bonanno, Frilli Editori (nuova edizione, già Cairo 2008);[9]
- 2019 Il bacio della mantide/Rose e veleni per il maresciallo Bonanno, Frilli Editori (nuova edizione, già Il diadema di pietra, Cairo, 2009);
- 2019 La profezia degli incappucciati, Mondadori;
- 2024 I delitti del castello/Il maresciallo Bonanno indaga a Villabosco, Frilli Editori.

### Romanzi con protagonista il maresciallo Saverio Bonanno tradotti in tedesco
- Das falsche Spiel des Fischers : Maresciallo Bonanno sucht nach Regeln, tradotto "Non crescere troppo", Bastei Lübbe Editore, 2006;
- Die dunkle Botschaft des Verfuhrers, tradotto da "Il canto dell'upupa", Bastei Lübbe Editore, 2007;
- Der Kalte blick der Rache, tradotto da “Il diadema di pietra”, Bastei Lübbe Editore, 2008;
- Tödliches Gelübde: Maresciallo Bonanno stößt auf Schweigen, da "La profezia degli incappucciati", Bastei Lübbe Editore, 2009.

### Racconti con protagonista il maresciallo Bonanno
- Il sogno di Cata (Sogni Noir Frilli 2024)
- Taca banda                           (Note noir, Frilli 2023)
- Vengo anch'io                       (Quei sorrisi noir, Frilli, 2022)
- Dimmi il tuo nome                (Odio e amore in noir, Frilli, 2021)
- Il vate del maniero               (I luoghi del noir, Frilli, 2020)
- La lettera della sposa          (Giallo Mondadori, agosto 2020)
- Requiem per i dimenticati    (Assassinii sull'Orient-Express, Giallo Mondadori, 2020)
- Pane e panelle                    (Tutti i sapori del noir, Frilli, 2019)
- Lame assassine                   (Oakmond Publishing 2019)
- Cani e gatti                           (44 gatti in noir, Frilli, 2018)
- Il marranzano d'argento       (Una finestra sul noir, Frilli, 2017)
- La spirale di Archimede,     Edizioni Angolo Manzoni, 2005
- Anniversario da ricordare   (Brividi Neri, Terzo Millennio Editore, 2001)

### Altri romanzi
- Gelo                                 (Mondadori, Novembre 2024)

### Racconti con protagonista il giornalista Franco Campo
- Trappola per topi (Giallo Mondadori, agosto 2022); (Delos Crime, aprile 2023)
- I delitti di Manfreda (raccolta comprendente i quattro racconti precedenti più Il segreto della violoncellista) (Delos Digital, giugno 2023)
- L'aromatario di Girafi (Delos Crime, maggio 2023)
- Il manoscritto di Quasimodo (Antologia Giallo Siciliano, Delos Digital, 2022)
- Caritas (Delos Crime, 2020)
- Il plebiscito dell'immortalità, Edizioni Angolo Manzoni, 2005
- Altri racconti e racconti per ragazzi

- 2020 Il castello di Ester (Antologia L'isola delle tenebre, Algra editore 2020)
- 2019 Ultimi (Tre racconti: Come una coppa di champagne; Una notte qualsiasi; Un grido senza parole) Oakmond Publishing
- 2003 La cascata dell'acqua ribelle, Terzo Millennio Editore
- 2003 Fiammella di luce, Terzo Millennio Editore

- 2002 Lilli il lenzuolino volante, Terzo Millennio Editore
- 2002 Il mistero delle ombre rubate, Terzo Millennio Editore
- 2002 Ladro funesto, Terzo Millennio Editore

### Saggi/Biografie/Altro
- 2024 I miei giorni a Brancaccio con padre Puglisi  (Paoline)
- 2024 Come vincere il Premio Tedeschi/Interviste,commenti, presentazioni degli autori che il premio lo hanno vinto.
- 2022 Rosario Livatino: l’uomo, il giudice, il credente, Paoline, 2022 (Nuova edizione aggiornata e ampliata)
- 2021 Don Fortunato Di Noto/La mia battaglia in difesa dei bambini Paoline
- 2015 Rosario Livatino: l’uomo, il giudice, il credente, Paoline
- 2013 Il miracolo di don Puglisi, Edizioni Anordest
- 2011 Giudici di frontiera: interviste in terra di mafia, Salvatore Sciascia Editore

### Libri fotografici
- 2023 La Madonna dei Miracoli di Mussomeli: La Beddra Matri e fra' Francesco, assassino redento (Foto di Gianpaolo Cacciatore, Francesco Catalano, Salvatore Catalano, Antony Catania, Lillo Micciché, Melo Minnella e Felice Stagnitto)
- 2016 Il titano di pietra. Mussomeli e il suo castello.(Foto di Melo Minnella), Lussografica
- 2004 La Madonna e l'assassino redento. (Foto di Felice Stagnitto) Terzo Millennio Editore
- 2003 Il più bel castello di Sicilia tra storia e leggende cronache e.. fantasmi. (Foto di Felice Stagnitto), Terzo Millennio Editore

### Radiodramma
- 2009 Onke Binnu (Zio Binno)

## Premi e riconoscimenti
- 2025 - Premio Navarro XVI edizione: I delitti del castello/Il maresciallo Bonanno indaga a Villabosco. Secondo classificato ex aequo romanzi gialli editi.
- 2024 - Premio Giallo Trasimeno: I delitti del castello/Il maresciallo Bonanno indaga a Villabosco. Finalista.
- 2024 - Premio Garfagnana in Giallo/Barga Noir: I delitti del castello/Il maresciallo Bonanno indaga a Villabosco. Finalista. Menzione speciale per la MIGLIORE AMBIENTAZIONE.
- 2024 - Premio Navarro XV edizione: I delitti di Manfreda/Le indagini di Franco Campo. Primo classificato romanzi gialli editi.
- 2024 Premio Como Don Fortunato Di Noto/La mia battaglia in difesa dei bambini. Segnalato.
- 2024 - Premio Nabokov XVIII edizione Rosario Livatino/L’uomo, il giudice, il credente. Finalista.
- 2023 - Premio Firenze XL edizione. Rosario Livatino/L'uomo, il giudice, il credente. Premio del Presidente del Circolo Culturale "Mario Conti"
- 2023 Premio Internazionale Città di Como. X° edizione. Rosario Livatino/L'uomo, il giudice, il credente. Finalista.
- 2023 Vincitore Premio Il Convivio "Luigi Pirandello". Rosario Livatino. L'uomo, il giudice, il credente.
- 2023 Premio Etnabook. Premio Presidente della giuria. Rosario Livatino. L'uomo, il giudice, il credente.
- 2021 Premio Etna Book. Don Fortunato Di Noto/La mia battaglia in difesa dei bambini. Finalista.
- Premio Tedeschi 2019. La profezia degli incappucciati[2] (romanzo). Vincitore. Pubblicato collana Il Giallo Mondadori Oro n. 30 luglio 2019.
- 2019 Premio Salernoir Le notti di Barliario. Il canto dell'upupa: 3º classificato.[10]
- 2018 Premio Giallo Luna/Nero Notte.  Caritas (racconto). Finalista.
- 2018 Premio "Cento Sicilie, cento scrittori". Il maresciallo Bonanno. Menzione d'onore.
- 2013 Premio di Poesia e di Racconti Alessio Di Giovanni, XVI° edizione201.  Premio speciale. Il miracolo di don Puglisi.
- 2010 Premio “Città di San Leucio del Sannio”.  Il diadema di pietra. 2º classificato.
- 2008 Premio Belgioioso in giallo. Il canto dell'upupa. 2º classificato.[11]
- 2004 Premio Tedeschi Giallo Mondadori. Sotto il fico selvatico (romanzo). Finalista.
- 2003 Premio Gialloestate Giallo Mondadori. Il plebiscito dell'immortalità (racconto). Finalista.
- 2003 Premio Narrativa per ragazzi "Giovanni Arpino"2003 . Il mistero delle ombre rubate (romanzo). 1º classificato.[1]
- 2003 Premio Bancarellino. Il mistero delle ombre rubate. Finalista.[1]
- 2002 Premio Narrativa Contemporanea. Il canto dell'upupa. Vincitore.
- 2001 Premio Nazionale La fabbrica delle nuvole2001 . La cascata dell'acqua ribelle (fiaba). Finalista.
- 2001 Premio Tedeschi Giallo Mondadori. Il canto dell'upupa. Menzione di merito.
- 2001 Premio Franco Fedeli. Non crescere troppo. 2º classificato.[12]
- 2001 Premio Gialloestate Giallo Mondadori. La spirale di Archimede (racconto). 2º classificato.[13]
- 2000 Premio Tedeschi Giallo Mondadori. Cronache di provincia.Finalista.